# 람케 강하엽병여단
람케 강하엽병여단(Ramcke Parachute Brigade)은 제2차 세계 대전에서 나치 독일의 공수부대이다. 아프리카 군단 휘하에서 서부사막 전역과 튀니지 전역에 참전하였다.
1943년 5월, 살아남은 여단원들은 아프리카 군단과 함께 항복하였다.

## 전투 서열
- 제2강하엽병연대, 1대대
- 제3강하엽병연대, 3대대
- 제5강하엽병연대, 2대대
- 강하엽병대전차대대

## 계보
- 아프리카 강하엽병여단(Fallschirmjäger-Brigade Afrika)
- 람케 강하엽병여단(Fallschirmjäger-Brigade Ramcke)
- 제1루프트바페엽병여단(Luftwaffen-Jäger-Brigade 1)